# Sovrani del Vietnam
Segue la lista dei monarchi vietnamiti. Alcuni si dichiararono re (vua/vương) o imperatori (hoàng đế). Poiché per un lungo periodo il Vietnam fu uno stato tributario della Cina, l'investitura di molti monarchi era di fatto conferita dalla Corte imperiale cinese. Tra le dinastie vietnamite che non ebbero l'approvazione cinese, o più semplicemente non si curarono dell'investitura, ricordiamo, tra le altre, la Dinastia Hồ.
Molti monarchi della dinastia Lê ebbero solo una carica di rappresentanza, senza un reale potere di governo, il quale era affidato ai signori teoricamente leali al monarca. La maggior parte dei monarchi vietnamiti è nota con il nome templare, così come ci è stato tramandato, con alcune eccezioni, come la Dinastia Nguyễn, nota con il nome regale (da non confondersi con il nome postumo).

## Dinastia Hồng Bàng (forse 2897 a.C. - 257 d.C.)
Si suppone che dal 2897 a.C. al 257 d.C. sul Vietnam governarono o i regnanti Hùng della Dinastia Hồng Bàng o il regno di Văn Lang. Segue la lista dei 18 regnanti Hùng come indicata nel libro Việt Nam sử lược di Trần Trọng Kim.
| n. | Re               | Immagine | Inizio del regno | Fine del regno | Nome personale                       |
| -- | ---------------- | -------- | ---------------- | -------------- | ------------------------------------ |
| 01 | Lục Dương Vương  | ___      | ___              | __             | Re Dương Vương, Hùng Dương o Lộc Tục |
| 02 | Hùng Hiền Vương  | ___      | ___              | __             | Lạc Long Quân, Hùng Hiền o Sùng Lãm  |
| 03 | Hùng Quốc Vương  | ___      | ___              | __             | Lân Lang                             |
| 04 | Hùng Diệp Vương  | ___      | ___              |                | Bảo Lang                             |
| 05 | Hùng Hy Vương    | ___      | ___              |                | Viên Lang                            |
| 06 | Hùng Huy Vương   | ___      | ___              | __             | Pháp Hải Lang                        |
| 07 | Hùng Chiêu Vương | ___      | ___              | __             | Lang Liêu                            |
| 08 | Hùng Vi Vương    | ___      | ___              | __             | Thừa Vân Lang                        |
| 09 | Hùng Định Vương  | ___      | ___              | __             | Quân Lang                            |
| 10 | Hùng Nghi Vương  | ___      | ___              | __             | Hùng Hải Lang                        |
| 11 | Hùng Vũ Vương    | ___      | ___              | __             | Đức Hiền Lang                        |
| 12 | Hùng Trinh Vương | ___      | ___              | __             | Hưng Đức Lang                        |
| 13 | Hùng Việt Vương  | ___      | ___              | __             | Tuấn Lang                            |
| 14 | Hùng Anh Vương   | ___      | ___              | __             | Chân Nhân Lang                       |
| 15 | Hùng Triệu Vương | ___      | ___              | __             | Cảnh Chiêu Lang                      |
| 16 | Hùng Tạo Vương   | ___      | ___              | __             | Đức Quân Lang                        |
| 17 | Hùng Nghi Vương  | ___      | ___              | __             | Bảo Quang Lang                       |
| 18 | Hùng Duệ Vương   | ___      | ___              | __             | Huệ Lang                             |

## Dinastie Thục e Triệu

### Dinastia Thục (257-207 a.C. o 179 a.C.)
| n. | Re             | Immagine | Inizio del regno | Fine del regno | Nome personale |
| -- | -------------- | -------- | ---------------- | -------------- | -------------- |
| 01 | An Dương Vương |          | 257 a.C.         | 179 a.C.       | Thục Phán      |

### Dinastia Triệu (207-111 a.C.)
| n. | Re                      | Immagine | Inizio del regno | Fine del regno | Nome personale |
| -- | ----------------------- | -------- | ---------------- | -------------- | -------------- |
| 01 | Triệu Vũ Vương          |          | 179 a.C.         | 137 a.C.       | Triệu Đà       |
| 02 | Triệu Văn Vương         | ___      | 137 a.C.         | 125 a.C.       | Triệu Hồ       |
| 03 | Triệu Minh Vương        | ___      | 125 a.C.         | 113 a.C.       | Triệu Anh Tề   |
| 04 | Triệu Ai Vương          | ___      | 113 a.C.         | 112 a.C.       | Triệu Hưng     |
| 05 | Triệu Thuật Dương Vương | ___      | 112 a.C.         | 111 a.C.       | Triệu Kiến Đức |

## Dominazione cinese

### Cronologia
|                |    | Sorelle Trưng | Sorelle Trưng | Sorelle Trưng | Triệu Thị Trinh | Triệu Thị Trinh | Triệu Thị Trinh |                             |     | Mai Hắc Đế | Mai Hắc Đế | Mai Hắc Đế |     |           |                        |
| Dinastia Triệu |    |               |               |               |                 |                 |                 | Dinastia Lý (Primo periodo) |     |            |            | Phùng Hưng |     | Autonomia | Periodo d'indipendenza |
| 111 a.C.       | 40 |               | 43            | 246           |                 | 249             | 544             | 602                         | 722 |            | 766        | 789        | 906 | 938       |                        |

### Ribellioni
| Dinastia cinese           | Ribellione                     | Capo della ribellione | Periodo |
| ------------------------- | ------------------------------ | --------------------- | ------- |
| Dinastia Han              | Ribellione delle Sorelle Trưng | Sorelle Trưng         | 40-43   |
| Dinastia dei Wu orientali | Ribellione della signora Triệu | Triệu Thị Trinh       | 246-249 |
| Dinastia Tang             | Ribellione di Mai Hắc Đế       | Mai Thúc Loan         | 722     |
| Dinastia Tang             | Ribellione di Phùng Hưng       | Phùng Hưng Phùng An   | 766-789 |

### Dinastia Lý - Primo periodo (544-602)
|          |     |     |     |  |
|          |     |     |     |  |
| 111 a.C. | 544 | 602 | 938 |  |

| n. | Re               | Immagine | Inizio del regno | Fine del regno | Nome personale   |
| -- | ---------------- | -------- | ---------------- | -------------- | ---------------- |
| 01 | Lý Nam Đế        | ___      | 541              | 548            | Lý Bí (Lý Bôn)   |
| 02 | Triệu Việt Vương |          | 549              | 571            | Triệu Quang Phục |
| 03 | Hậu Lý Nam Đế    | ___      | 571              | 602            | Lý Phật Tử       |

### Autonomia (905-938)
|          |     |     |  |
|          |     |     |  |
| 111 a.C. | 905 | 938 |  |

| n. | Jiedushi            | Immagine | Inizio del regno | Fine del regno | Nome personale           |
| -- | ------------------- | -------- | ---------------- | -------------- | ------------------------ |
| 01 | Tĩnh Hải Tiết độ sứ | ___      | 905              | 907            | Khúc Thừa Dụ             |
| 02 | Tĩnh Hải Tiết độ sứ | ___      | 907              | 917            | Khúc Hạo (Khúc Thừa Hạo) |
| 03 | Tĩnh Hải Tiết độ sứ | ___      | 917              | 923/930        | Khúc Thừa Mỹ             |
| 04 | Tĩnh Hải Tiết độ sứ |          | 931              | 937            | Dương Đình Nghệ          |
| 05 | Tĩnh Hải Tiết độ sứ | ___      | 937              | 938            | Kiều Công Tiễn           |

## Periodo d'indipendenza

### Cronologia
|                    |     |  |      |                             |      |      |    | Dominazione Ming    | Dominazione Ming |      |      |      |      | Separazione del Nord e del Sud | Separazione del Nord e del Sud | Separazione del Nord e del Sud |         |        | Indocina francese |             |
| Dominazione cinese | Ngô |  | Đinh | Dinastia Lê - primo periodo | Lý   | Trần | Hồ | Tarda dinastia Trần |                  | Lê   | Mạc  | Mạc  | Mạc  | Lê                             | Lê                             | Lê                             | Tây Sơn | Nguyễn | Nguyễn            | Età moderna |
|                    |     |  |      |                             |      |      |    |                     |                  |      |      |      |      |                                |                                |                                |         |        |                   |             |
|                    |     |  |      |                             |      |      |    |                     |                  |      |      |      |      | Signori Trịnh                  |                                |                                |         |        |                   |             |
|                    |     |  |      |                             |      |      |    |                     |                  |      |      |      |      |                                | Signori Nguyễn                 |                                |         |        |                   |             |
| 939                |     |  |      | 1009                        | 1225 | 1400 |    |                     | 1427             | 1527 | 1592 | 1592 | 1592 |                                |                                | 1788                           |         | 1858   | 1945              |             |

### Dinastia Ngô (939-965)
|     |     |      |  |
|     |     |      |  |
| 939 | 965 | 1945 |  |

| n. | Re               | Immagine | Inizio del regno | Fine del regno | Nome regale | Nome personale               |
| -- | ---------------- | -------- | ---------------- | -------------- | ----------- | ---------------------------- |
| 01 | Tiền Ngô Vương   | ___      | 939              | 944            | none        | Ngô Quyền                    |
| 02 | Dương Bình Vương |          | 944              | 950            | none        | Dương Tam Kha                |
| 03 | Hậu Ngô Vương    | ___      | 950              | 965            | none        | Ngô Xương Ngập Ngô Xương Văn |

### Dinastia Đinh (968-979)
|     |     |     |      |  |
|     |     |     |      |  |
| 939 | 968 | 979 | 1945 |  |

| n. | Imperatore      | Immagine | Inizio del regno | Fine del regno | Nome regale | Nome personale           |
| -- | --------------- | -------- | ---------------- | -------------- | ----------- | ------------------------ |
| 01 | Đinh Tiên Hoàng | ___      | 968              | 979            | Thái Bình   | Đinh Bộ Lĩnh (Đinh Hoàn) |
| 02 | Đinh Phế Đế     | ___      | 979              | 980            | Thái Bình   | Đinh Toàn (Đinh Tuệ)     |

### Dinastia Lê - Primo periodo (980-1009)
|     |     |      |      |  |
|     |     |      |      |  |
| 939 | 980 | 1009 | 1945 |  |

| n. | Imperatore    | Immagine | Inizio del regno | Fine del regno  | Nome regale                                          | Nome personale |
| -- | ------------- | -------- | ---------------- | --------------- | ---------------------------------------------------- | -------------- |
| 01 | Lê Đại Hành   | ___      | 980              | 1005            | Thiên Phúc Hưng Thống (989-993) Ứng Thiên (994-1005) | Lê Hoàn        |
| 02 | Lê Trung Tông | ___      | 1005             | 1005 (3 giorni) | none                                                 | Lê Long Việt   |
| 03 | Lê Ngoạ Triều | ___      | 1005             | 1009            | Cảnh Thụy (1008-1009)                                | Lê Long Đĩnh   |

### Dinastia Lý (1010-1225)
|     |      |      |      |  |
|     |      |      |      |  |
| 939 | 1010 | 1225 | 1945 |  |

| n. | Imperatore     | Immagine | Inizio del regno | Fine del regno | Nome regale | Nome personale              |
| -- | -------------- | -------- | ---------------- | -------------- | --- | --------------------------- |
| 01 | Lý Thái Tổ     |          | 1010             | 1028           | Thuận Thiên | Lý Công Uẩn                 |
| 02 | Lý Thái Tông   |          | 1028             | 1054           | Thiên Thành (1028-1033) Thông Thụy (1034-1038) Càn Phù Hữu Đạo (1039-1041) Minh Đạo (1042-1043) Thiên Cảm Thánh Võ (1044-1048) Sùng Hưng Đại Bảo (1049-1054)                                                  | Lý Phật Mã                  |
| 03 | Lý Thánh Tông  | ___      | 1054             | 1072           | Long Thụy Thái Bình (1054-1058) Chương Thánh Gia Khánh (1059-1065) Long Chương Thiên Tự (1066-1067) Thiên Huống Bảo Tượng (1060) Thần Võ (1069-1072)                                                          | Lý Nhật Tôn                 |
| 04 | Lý Nhân Tông   | ___      | 1072             | 1127           | Thái Ninh (1072-1075) Anh Võ Chiêu Thắng (1076-1084) Quảng Hữu (1085-1091) Hội Phong (1092-1100) Long Phù (1101-1109) Hội Tường Đại Khánh (1110-1119) Thiên Phù Duệ Võ (1120-1126) Thiên Phù Khánh Thọ (1127) | Lý Càn Đức                  |
| 05 | Lý Thần Tông   | ___      | 1128             | 1138           | Thiên Thuận (1128-1132) Thiên Chương Bảo Tự (1133-1137) | Lý Dương Hoán               |
| 06 | Lý Anh Tông    | ___      | 1138             | 1175           | Thiệu Minh (1138-1139) Đại Định (1140-1162) Chính Long Bảo Ứng (1163-1173) Thiên Cảm Chí Bảo (1174-1175) | Lý Thiên Tộ                 |
| 07 | Lý Cao Tông    | ___      | 1176             | 1210           | Trinh Phù (1176-1185) Thiên Gia Bảo Hữu (1202-1204) Trị Bình Long Ứng (1205-1210) | Lý Long Trát (Lý Long Cán)  |
| 08 | Lý Huệ Tông    | ___      | 1211             | 1224           | Kiến Gia | Lý Sảm                      |
| 09 | Lý Chiêu Hoàng | ___      | 1224             | 1225           | Thiên Chương Hữu Đạo | Lý Phật Kim (Lý Thiên Hinh) |

### Dinastia Trần (1225-1400)
|     |      |      |      |  |
|     |      |      |      |  |
| 939 | 1225 | 1400 | 1945 |  |

| n. | Imperatore      | Immagine | Inizio del regno | Fine del regno | Nome regale                                                                      | Nome personale |
| -- | --------------- | -------- | ---------------- | -------------- | -------------------------------------------------------------------------------- | -------------- |
| 01 | Trần Thái Tông  | ___      | 1225             | 1258           | Kiến Trung (1225-1237) Thiên Ứng Chính Bình (1238-1350) Nguyên Phong (1251-1258) | Trần Cảnh      |
| 02 | Trần Thánh Tông | ___      | 1258             | 1278           | Thiệu Long (1258-1272) Bảo Phù (1273-1278)                                       | Trần Hoảng     |
| 03 | Trần Nhân Tông  | ___      | 1279             | 1293           | Thiệu Bảo (1279-1284) Trùng Hưng (1285-1293)                                     | Trầm Khâm      |
| 04 | Trần Anh Tông   | ___      | 1293             | 1314           | Hưng Long                                                                        | Trần Thuyên    |
| 05 | Trần Minh Tông  | ___      | 1314             | 1329           | Đại Khánh (1314-1323) Khai Thái (1324-1329)                                      | Trần Mạnh      |
| 06 | Trần Hiến Tông  | ___      | 1329             | 1341           | Khai Hữu                                                                         | Trần Vượng     |
| 07 | Trần Dụ Tông    | ___      | 1341             | 1369           | Thiệu Phong (1341-1357) Đại Trị (1358-1369)                                      | Trần Hạo       |
| 08 | Hôn Đức Công    | ___      | 1369             | 1370           | Đại Định                                                                         | Dương Nhật Lễ  |
| 09 | Trần Nghệ Tông  | ___      | 1370             | 1372           | Thiệu Khánh                                                                      | Trần Phủ       |
| 10 | Trần Duệ Tông   | ___      | 1372             | 1377           | Long Khánh                                                                       | Trần Kính      |
| 11 | Trần Phế Đế     | ___      | 1377             | 1388           | Xương Phù                                                                        | Trần Hiện      |
| 12 | Trần Thuận Tông | ___      | 1388             | 1398           | Quang Thái                                                                       | Trần Ngung     |
| 13 | Trần Thiếu Đế   | ___      | 1398             | 1400           | Kiến Tân                                                                         | Trần Án        |

### Dinastia Hồ (1400-1407)
|     |      |      |      |  |
|     |      |      |      |  |
| 939 | 1400 | 1407 | 1945 |  |

| n. | Imperatore    | Immagine | Inizio del regno | Fine del regno | Nome regale                                  | Nome personale |
| -- | ------------- | -------- | ---------------- | -------------- | -------------------------------------------- | -------------- |
| 01 | Hồ Quý Ly     | ___      | 1400             | 1400           | Thánh Nguyên                                 | Lê Quý Ly      |
| 02 | Hồ Hán Thương | ___      | 1401             | 1407           | Thiệu Thành (1401-1402) Khai Đại (1403-1407) | Hồ Hán Thương  |

### Tarda dinastia Trần (1407-1413)
|     |      |      |      |  |
|     |      |      |      |  |
| 939 | 1407 | 1413 | 1945 |  |

| n. | Imperatore     | Immagine | Inizio del regno | Fine del regno | Nome regale | Nome personale  |
| -- | -------------- | -------- | ---------------- | -------------- | ----------- | --------------- |
| 01 | Giản Định Đế   | ___      | 1407             | 1409           | Hưng Khánh  | Trần Ngỗi       |
| 02 | Trùng Quang Đế | ___      | 1409             | 1413           | Trùng Quang | Trần Quý Khoáng |

### Dominazione Ming (1407-1427)
|     |      |      |      |  |
|     |      |      |      |  |
| 939 | 1407 | 1427 | 1945 |  |

| n. | Re       | Immagine | Inizio del regno | Fine del regno | Nome regale | Nome personale |
| -- | -------- | -------- | ---------------- | -------------- | ----------- | -------------- |
| 01 | Trần Cảo | ___      | 1426             | 1428           | Thiên Khánh | Trần Cảo       |

### Dinastia Lê - primo periodo (1428-1527)
|     |      |      |      |  |
|     |      |      |      |  |
| 939 | 1428 | 1527 | 1945 |  |

| n. | Imperatore                  | Immagine | Inizio del regno | Fine del regno | Nome regale                                        | Nome personale       |
| -- | --------------------------- | -------- | ---------------- | -------------- | -------------------------------------------------- | -------------------- |
| 01 | Lê Thái Tổ                  |          | 1428             | 1433           | Thuận Thiên                                        | Lê Lợi               |
| 02 | Lê Thái Tông                | ___      | 1433             | 1442           | Thiệu Bình (1434-1440) Đại Bảo (1440-1442)         | Lê Nguyên Long       |
| 03 | Lê Nhân Tông                | ___      | 1442             | 1459           | Đại Hòa/Thái Hòa (1443-1453) Diên Ninh (1454-1459) | Lê Bang Cơ           |
| 04 | Lệ Đức Hầu (Lạng Sơn Vương) | ___      | 1459             | 1460           | Thiên Hưng (1459-1460)                             | Lê Nghi Dân          |
| 05 | Lê Thánh Tông               | ___      | 1460             | 1497           | Quang Thuận (1460-1469) Hồng Đức (1470-1497)       | Lê Tư Thành (Lê Hạo) |
| 06 | Lê Hiến Tông                | ___      | 1497             | 1504           | Cảnh Thống                                         | Lê Tranh             |
| 07 | Lê Túc Tông                 | ___      | 12/1504          | Thái Trinh     | Lê Thuần                                           |                      |
| 08 | Lê Uy Mục                   | ___      | 1505             | 1509           | Đoan Khánh                                         | Lê Tuấn              |
| 09 | Lê Tương Dực                | ___      | 1510             | 1516           | Hồng Thuận                                         | Lê Oanh              |
| 10 | Lê Chiêu Tông               | ___      | 1516             | 1522           | Quang Thiệu (1516-1526)                            | Lê Y                 |
| 11 | Lê Cung Hoàng               | ___      | 1522             | 1527           | Thống Nguyên (1522-1527)                           | Lê Xuân              |

## Periodo della divisione (1527 - 1802)

### Vietnam del Nord - Dinastia Mạc (1527-1592)
|     |      |      |      |  |
|     |      |      |      |  |
| 939 | 1527 | 1592 | 1945 |  |

| n. | Imperatore     | Immagine | Inizio del regno | Fine del regno | Nome regale | Nome personale  |
| --- | -------------- | -------- | ---------------- | -------------- | --- | --------------- |
| 01 | Mạc Thái Tổ    | ___      | 1527             | 1529           | Minh Đức | Mạc Đăng Dung   |
| 02 | Mạc Thái Tông  | ___      | 1530             | 1540           | Đại Chính | Mạc Đăng Doanh  |
| 03 | Mạc Hiến Tông  | ___      | 1541             | 1546           | Quãng Hòa | Mạc Phúc Hải    |
| 04 | Mạc Tuyên Tông | ___      | 1546             | 1561           | Vĩnh Định (1547) Cảnh Lịch (1548-1553) Quang Bảo (1554-1561)                                                                          | Mạc Phúc Nguyên |
| 05 | Mạc Mậu Hợp    | ___      | 1562             | 1592           | Thuần Phúc (1562-1565) Sùng Khang (1566-1577) Diên Thành (1578-1585) Đoan Thái (1586-1587) Hưng Trị (1588-1590) Hồng Ninh (1591-1592) | Mạc Mậu Hợp     |
| 06 | Mạc Toàn       | ___      | 1592             | 1592           | Vũ An (1592-1592) | Mạc Toàn        |
| Dopo Mạc Toàn, la famiglia Mạc fuggì nel Cao Bằng dove continuò l'occupazione fino al 1677 - Mạc Kính Chỉ (1592-1593) - Mạc Kính Cung (1593-1625) - Mạc Kính Khoan (1623-1638) - Mạc Kính Vũ (Mạc Kính Hoàn) (1638-1677) |                |          |                  |                | |                 |

### Vietnam del Sud - Dinastia Lê (1533-1788)
|     |      |      |      |  |
|     |      |      |      |  |
| 939 | 1533 | 1788 | 1945 |  |

| n. | Imperatore               | Immagine | Inizio del regno | Fine del regno | Nome regale                                                                       | Nome personale                        |
| --- | ------------------------ | -------- | ---------------- | -------------- | --------------------------------------------------------------------------------- | ------------------------------------- |
| 01 | Lê Trang Tông            | ___      | 1533             | 1548           | Nguyên Hòa                                                                        | Lê Duy Ninh                           |
| 02 | Lê Trung Tông            | ___      | 1548             | 1556           | Thuận Bình                                                                        | Lê Huyên                              |
| 01 | Lê Anh Tông              | ___      | 1556             | 1573           | Thiên Hữu (1557) Chính Trị (1558-1571) Hồng Phúc (1572-1573)                      | Lê Duy Bang                           |
| 03 | Lê Thế Tông              | ___      | 1573             | 1599           | Gia Thái (1573-1577) Quang Hưng (1578-1599)                                       | Lê Duy Đàm                            |
| Restaurazione - Conflitto tra i Signori Trịnh e i Signori Nguyễn: in questo periodo, gli imperatori della Dinastia Lê governarono solo nominalmente, nei fatti il potere era esercitano nel Vietnam del Nord dai Signori Trịnh e dai Signori Nguyễn nel Vietnam del Sud. |                          |          |                  |                |                                                                                   |                                       |
| 04 | Lê Kính Tông             | ___      | 1600             | 1619           | Thận Đức (1600) Hoằng Định (1601-1619)                                            | Lê Duy Tân                            |
| 05 | Lê Thần Tông (lần thứ 1) | ___      | 1619             | 1643           | Vĩnh Tộ (1620-1628) Đức Long (1629-1643) Dương Hòa (1635-1643)                    | Lê Duy Kỳ                             |
| 06 | Lê Chân Tông             | ___      | 1643             | 1649           | Phúc Thái                                                                         | Lê Duy Hựu                            |
| 07 | Lê Thần Tông (lần thứ 2) | ___      | 1649             | 1662           | Khánh Đức (1649-1652) Thịnh Đức (1653-1657) Vĩnh Thọ (1658-1661) Vạn Khánh (1662) | Lê Duy Kỳ                             |
| 08 | Lê Huyền Tông            | ___      | 1663             | 1671           | Cảnh Trị                                                                          | Lê Duy Vũ                             |
| 09 | Lê Gia Tông              | ___      | 1672             | 1675           | Dương Đức (1672-1773) Đức Nguyên (1674-1675)                                      | Lê Duy Hợi (Lê Duy Cối, Lê Duy Khoái) |
| 10 | Lê Hy Tông               | ___      | 1676             | 1704           | Vĩnh Trị (1678-1680) Chính Hòa (1680-1705)                                        | Lê Duy Hợp                            |
| 11 | Lê Dụ Tông               | ___      | 1705             | 1728           | Vĩnh Thịnh (1706-1719) Bảo Thái (1720-1729)                                       | Lê Duy Đường                          |
| 12 | Hôn Đức Công             | ___      | 1729             | 1732           | Vĩnh Khánh                                                                        | Lê Duy Phường                         |
| 13 | Lê Thuần Tông            | ___      | 1732             | 1735           | Long Đức                                                                          | Lê Duy Tường                          |
| 14 | Lê Ý Tông                | ___      | 1735             | 1740           | Vĩnh Hữu                                                                          | Lê Duy Thận                           |
| 15 | Lê Hiển Tông             | ___      | 1740             | 1786           | Cảnh Hưng                                                                         | Lê Duy Diêu                           |
| 16 | Lê Mẫn Đế                | ___      | 1787             | 1789           | Chiêu Thống                                                                       | Lê Duy Khiêm (Lê Duy Kỳ)              |

### Signori Trịnh (1545-1786)
|     |      |      |      |  |
|     |      |      |      |  |
| 939 | 1545 | 1786 | 1945 |  |

| n. | Signore                      | Immagine | Inizio del regno | Fine del regno    | Nome personale |
| -- | ---------------------------- | -------- | ---------------- | ----------------- | -------------- |
| 01 | Thế Tổ Minh Khang Thái Vương | ___      | 1545             | 1570              | Trịnh Kiểm     |
| 02 | Bình An Vương                | ___      | 1570             | 1623              | Trịnh Tùng     |
| 03 | Thanh Đô Vương               | ___      | 1623             | 1652              | Trịnh Tráng    |
| 04 | Tây Định Vương               | ___      | 1653             | 1682              | Trịnh Tạc      |
| 05 | Định Nam Vương               | ___      | 1682             | 1709              | Trịnh Căn      |
| 06 | An Đô Vương                  | ___      | 1709             | 1729              | Trịnh Cương    |
| 07 | Uy Nam Vương                 | ___      | 1729             | 1740              | Trịnh Giang    |
| 08 | Minh Đô Vương                | ___      | 1740             | 1767              | Trịnh Doanh    |
| 09 | Tĩnh Đô Vương                | ___      | 1767             | 1782              | Trịnh Sâm      |
| 10 | Điện Đô Vương                | ___      | 1782             | 1782 (per 2 mesi) | Trịnh Cán      |
| 11 | Đoan Nam Vương               | ___      | 1782             | 1786              | Trịnh Khải     |
| 12 | Án Đô Vương                  | ___      | 1786             | 1787              | Trịnh Bồng     |

### Signori Nguyễn (1600-1802)
|     |      |      |      |  |
|     |      |      |      |  |
| 939 | 1600 | 1802 | 1945 |  |

| n. | Signore      | Immagine | Inizio del regno | Fine del regno | Nome personale     |
| -- | ------------ | -------- | ---------------- | -------------- | ------------------ |
| 01 | Tiên vương   | ___      | 1600             | 1613           | Nguyễn Hoàng       |
| 02 | Sãi vương    | ___      | 1613             | 1635           | Nguyễn Phúc Nguyên |
| 03 | Thượng vương | ___      | 1635             | 1648           | Nguyễn Phúc Lan    |
| 04 | Hiền vương   | ___      | 1648             | 1687           | Nguyễn Phúc Tần    |
| 05 | Nghĩa vương  | ___      | 1687             | 1691           | Nguyễn Phúc Trăn   |
| 06 | Minh vương   | ___      | 1691             | 1725           | Nguyễn Phúc Chu    |
| 07 | Ninh vương   | ___      | 1725             | 1738           | Nguyễn Phúc Chú    |
| 08 | Vũ Vương     | ___      | 1738             | 1765           | Nguyễn Phúc Khoát  |
| 09 | Định Vương   | ___      | 1765             | 1777           | Nguyễn Phúc Thuần  |
| 10 | Nguyễn Ánh   | ___      | 1781             | 1802           | Nguyễn Phúc Ánh    |

## Riunificazione

### Dinastia Tây Sơn (1778-1802)
|     |      |      |      |  |
|     |      |      |      |  |
| 939 | 1778 | 1802 | 1945 |  |

| n. | Imperatore          | Immagine | Inizio del regno | Fine del regno | nome regale         | Nome personale    |
| -- | ------------------- | -------- | ---------------- | -------------- | ------------------- | ----------------- |
| 01 | Thái Đức Hoàng Đế   | ___      | 1778             | 1793           | Thái Đức            | Nguyễn Nhạc       |
| 02 | Thái Tổ Võ Hoàng Đế |          | 1788             | 1792           | Quang Trung         | Nguyễn Huệ        |
| 03 | Cảnh Thịnh Hoàng Đế | ___      | 1792             | 1802           | Cảnh Thịnh Bảo Hưng | Nguyễn Quang Toản |

### Dinastia Nguyễn (1802-1945)
|     |      |      |  |
|     |      |      |  |
| 939 | 1802 | 1945 |  |

| n. | Immagine | Inizio del regno | Fine del regno      | nome regale | Nome templare    | Nome personale         |
| -- | -------- | ---------------- | ------------------- | ----------- | ---------------- | ---------------------- |
| 01 |          | 1802             | 1819                | Gia Long    | Nguyễn Thế Tổ    | Nguyễn Phước Ánh       |
| 02 |          | 1820             | 1840                | Minh Mạng   | Nguyễn Thánh Tổ  | Nguyễn Phước Đởm       |
| 03 | ___      | 1841             | 1847                | Thiệu Trị   | Nguyễn Hiến Tổ   | Nguyễn Phước Miên Tông |
| 04 |          | 1848             | 1883                | Tự Đức      | Nguyễn Dực Tôn   | Nguyễn Phước Hồng Nhậm |
| 05 | ___      | 1883             | 1883 (per 3 giorni) | Dục Đức     | Nguyễn Cung Tôn  | Nguyễn Phước Ưng Ái    |
| 06 |          | 6/1883           | 11/1883             | Hiệp Hòa    | none             | Nguyễn Phước Hồng Dật  |
| 07 | ___      | 12/1883          | 8/1884              | Kiến Phúc   | Nguyễn Giản Tôn  | Nguyễn Phước Ưng Đăng  |
| 08 |          | 8/1884           | 8/1885              | Hàm Nghi    | nessuno          | Nguyễn Phước Ưng Lịch  |
| 09 |          | 1885             | 1888                | Đồng Khánh  | Nguyễn Cảnh Tôn  | Nguyễn Phước Ưng Kỷ    |
| 10 |          | 1889             | 1907                | Thành Thái  | nessuno          | Nguyễn Phước Bửu Lân   |
| 11 |          | 1907             | 1916                | Duy Tân     | nessuno          | Nguyễn Phước Vĩnh San  |
| 12 |          | 1916             | 1925                | Khải Định   | Nguyễn Hoằng Tôn | Nguyễn Phước Bửu Đảo   |
| 13 |          | 1926             | 1945                | Bảo Đại     | nessuno          | Nguyễn Phước Vĩnh Thụy |

## Regno dei Champa (192-1832)
| Dinastia                                                                         | Titolo                                    | nome regale               | Inizio-fine del regno | Età di morte |
| -------------------------------------------------------------------------------- | ----------------------------------------- | ------------------------- | --------------------- | ------------ |
| I Dinastia                                                                       | Sri Mara                                  | Ou Lian                   | 192- ?                |              |
| I Dinastia                                                                       | ?                                         |                           |                       |              |
| I Dinastia                                                                       | ?                                         |                           |                       |              |
| I Dinastia                                                                       |                                           | Fan Xiong                 | fl. 270               |              |
| I Dinastia                                                                       |                                           | Fan Yi                    | c. 284-336            |              |
| II Dinastia                                                                      |                                           | Fan Wen                   | 336-349               |              |
| II Dinastia                                                                      |                                           | Fan Fo                    | 349- ?                |              |
| II Dinastia                                                                      | Bhadravarman I                            | Fan Huda                  | fl. 377               |              |
| II Dinastia                                                                      | Gangaraja                                 | Fan Dizhen                |                       |              |
| II Dinastia                                                                      | Manorathavarman                           |                           |                       |              |
| II Dinastia                                                                      |                                           | Fan Diwen                 | d.c. 420              |              |
| III Dinastia                                                                     | Fan Yang Mai I                            | Fan Yangmai               | c. 420-c. 431         |              |
| III Dinastia                                                                     | Fan Yang Mai II                           | Fan Duo                   | c. 431-c. 455         |              |
| III Dinastia                                                                     |                                           | Fan Shencheng             | c. 455-c. 484         |              |
| III Dinastia                                                                     |                                           | Fan Danggenchun           | c. 484-c. 492         |              |
| III Dinastia                                                                     |                                           | Fan Zhunong               | c. 492-c. 502         |              |
| III Dinastia                                                                     |                                           | Fan Wenkuan or Fan Wenzan | c. 502-c. 510         |              |
| III Dinastia                                                                     | Devavarman                                | Fan Tiankai               | c 510-c 526           |              |
| III Dinastia                                                                     | Vijayavarman                              |                           | c 526/9               |              |
| IV Dinastia                                                                      | Rudravarman I                             |                           | c. 529?               |              |
| IV Dinastia                                                                      | Sambuvarman                               | Fan Fanzhi                | c. 605                |              |
| IV Dinastia                                                                      | Kanharpadharma                            | Fan Touli                 | c. 629?               |              |
| IV Dinastia                                                                      | Bhasadharma                               | Fan Zhenlong              | ? 640-                |              |
| IV Dinastia                                                                      | Bhadresvaravarman                         |                           | 645- ?                |              |
| IV Dinastia                                                                      | Isanavarman (donna)                       |                           | d. 653                |              |
| IV Dinastia                                                                      | Vikrantavarman I                          | Zhuge Di                  | 653- ?                |              |
| IV Dinastia                                                                      | Vikrantavarman II                         |                           | c. 686-c. 731         |              |
| IV Dinastia                                                                      | Rudravarman II                            |                           | c. 731/58             |              |
| V Dinastia (di Panduranga)                                                       | Prithindravarman                          |                           | ? 758- ?              |              |
| V Dinastia (di Panduranga)                                                       | Satyavarman                               |                           | c. 770/87             |              |
| V Dinastia (di Panduranga)                                                       | Indravarman I                             |                           | c. 787/803            |              |
| V Dinastia (di Panduranga)                                                       | Harivarman I                              |                           | c. 803/17 > ?         |              |
| V Dinastia (di Panduranga)                                                       | Vikrantavarman III                        |                           | ? -c. 854             |              |
| VI Dinastia (di Bhrigu)                                                          | Indravarman II                            |                           | c. 854/98             |              |
| VI Dinastia (di Bhrigu)                                                          | Jaya Sinhavarman I                        |                           | c. 898/903            |              |
| VI Dinastia (di Bhrigu)                                                          | Jaya Saktivarman                          |                           |                       |              |
| VI Dinastia (di Bhrigu)                                                          | Bhadravarman II                           |                           | fl. 910               |              |
| VI Dinastia (di Bhrigu)                                                          | Indravarman III                           |                           | c. 918-959            |              |
| VI Dinastia (di Bhrigu)                                                          | Jaya Indravarman I                        |                           | 959- < 965            |              |
| VI Dinastia (di Bhrigu)                                                          | Paramesvaravarman I                       |                           | < 965-982             |              |
| VI Dinastia (di Bhrigu)                                                          | Indravarman IV                            |                           | 982-986's             |              |
| VI Dinastia (di Bhrigu)                                                          | Lieou Ki-Tsong, of Annam                  |                           | c. 986-989            |              |
| VII Dinastia                                                                     | Harivarman II                             |                           | c. 989-               |              |
| VII Dinastia                                                                     | Yan Pu Ku Vijaya                          |                           | c. 999/1007           |              |
| VII Dinastia                                                                     | Harivarman III                            |                           | fl. 1010              |              |
| VII Dinastia                                                                     | Patamesvaravarman II                      |                           | fl. 1018              |              |
| VII Dinastia                                                                     | Vikrantavarman IV                         |                           | ? -1030               |              |
| VII Dinastia                                                                     | Jaya Sinhavarman II                       |                           | 1030-1044             |              |
| VIII Dinastia (del Sud)                                                          | Jaya Paramesvaravarman I                  |                           | 1044- ?               |              |
| VIII Dinastia (del Sud)                                                          | Bhadravarman III                          |                           | ? -1061               |              |
| VIII Dinastia (del Sud)                                                          | Rudravarman III                           |                           | 1061-1074             |              |
| IX Dinastia                                                                      | Harivarman IV                             |                           | 1074-1080             |              |
| IX Dinastia                                                                      | Jaya Indravarman II                       |                           | 1080-1081, 1086-1114  |              |
| IX Dinastia                                                                      | Paramabhodhisatva                         |                           | 1081-1086             |              |
| IX Dinastia                                                                      | Harivarman V                              |                           | 1114-1139             |              |
| X Dinastia                                                                       | Jaya Indravarman III                      |                           | 1139/45               |              |
| XI Dinastia                                                                      | Rudravarman IV (Khmer vassal)             |                           | 1145-1147             |              |
| XI Dinastia                                                                      | Jaya Harivarman I                         |                           | 1147-1167             |              |
| XI Dinastia                                                                      | Jaya Harivarman II                        |                           | 1167                  |              |
| XI Dinastia                                                                      | Jaya Indravarman IV                       |                           | 1167-1190, d. 1192    |              |
| XII Dinastia                                                                     | Suryajayavarman (Khmer vassal in Vijaya)  |                           | 1190-1191             |              |
| XII Dinastia                                                                     | Suryavarman (Khmer vassallo di Pandurang) |                           | 1190-1203             |              |
| XII Dinastia                                                                     | Jaya Indravarman V (a Vijaya)             |                           | 1191                  |              |
| XII Dinastia                                                                     | Cam Bốt thuộc                             |                           | 1203-1220             |              |
| XII Dinastia                                                                     | Jaya Paramesvaravarman II                 |                           | 1220-c. 1252          |              |
| XII Dinastia                                                                     | Jaya Indravarman VI                       |                           | c. 1252-1265          |              |
| XII Dinastia                                                                     | Indravarman V                             |                           | 1265-1288             |              |
| XII Dinastia                                                                     | Jaya Sinhavarman III                      |                           | 1288-1307             |              |
| XII Dinastia                                                                     | Jaya Sinhavarman IV                       |                           | 1307-1312             |              |
| XII Dinastia                                                                     | Chế Nang (Annamite Vassal)                |                           | 1312-1318             |              |
| XIII Dinastia                                                                    | Chế A Nan                                 |                           | 1318-1342             |              |
| XIII Dinastia                                                                    | Trà Hoa Bồ Đề                             |                           | 1342-1360             |              |
| XIII Dinastia                                                                    | Chế Bồng Nga (Re rosso - il re più forte) |                           | 1360-1390             |              |
| XIV Dinastia                                                                     | Ko Cheng                                  |                           | 1390-1400             |              |
| XIV Dinastia                                                                     | Jaya Sinhavarman V                        |                           | 1400-1441             |              |
| XIV Dinastia                                                                     | Maija Vijaya                              |                           | 1441-1446             |              |
| XIV Dinastia                                                                     | Moho Kouei-Lai                            |                           | 1446-1449             |              |
| XIV Dinastia                                                                     | Moho Kouei-Yeou                           |                           | 1449-1458             |              |
| XV Dinastia                                                                      | Moho P'an-Lo-Yue                          |                           | 1458-1460             |              |
| XV Dinastia                                                                      | P'an-Lo T'ou-Ts'iuan                      |                           | 1460-1471             |              |
| Dinastia del Sud                                                                 | Po Ro Me                                  |                           | 1627-1651             |              |
| Dinastia del Sud                                                                 | Po Niga                                   |                           | 1652-1660             |              |
| Dinastia del Sud                                                                 | Po Saut                                   |                           | 1660-1692             |              |
| Dinastia di Po Saktiraidaputih, vassallo Cham che governa sotto i Signori Nguyễn | Po Saktirai da putih                      |                           | 1695-1728             |              |
| Dinastia di Po Saktiraidaputih, vassallo Cham che governa sotto i Signori Nguyễn | Po Ganvuh da putih                        |                           | 1728-1730             |              |
| Dinastia di Po Saktiraidaputih, vassallo Cham che governa sotto i Signori Nguyễn | Po Thuttirai                              |                           | 1731-1732             |              |
| Dinastia di Po Saktiraidaputih, vassallo Cham che governa sotto i Signori Nguyễn | vacant                                    |                           | 1732-1735             |              |
| Dinastia di Po Saktiraidaputih, vassallo Cham che governa sotto i Signori Nguyễn | Po Rattirai                               |                           | 1735-1763             |              |
| Dinastia di Po Saktiraidaputih, vassallo Cham che governa sotto i Signori Nguyễn | Po Tathun da moh-rai                      |                           | 1763-1765             |              |
| Dinastia di Po Saktiraidaputih, vassallo Cham che governa sotto i Signori Nguyễn | Po Tithuntirai da paguh                   |                           | 1765-1780             |              |
| Dinastia di Po Saktiraidaputih, vassallo Cham che governa sotto i Signori Nguyễn | Po Tithuntirai da parang                  |                           | 1780-1781             |              |
| Dinastia di Po Saktiraidaputih, vassallo Cham che governa sotto i Signori Nguyễn | vacant                                    |                           | 1781-1783             |              |
| Dinastia di Po Saktiraidaputih, vassallo Cham che governa sotto i Signori Nguyễn | Chei Krei Brei                            |                           | 1783-1786             |              |
| Dinastia di Po Saktiraidaputih, vassallo Cham che governa sotto i Signori Nguyễn | Po Tithun da parang                       |                           | 1786-1793             |              |
| Dinastia di Po Saktiraidaputih, vassallo Cham che governa sotto i Signori Nguyễn | Po Lathun da paguh                        |                           | 1793-1799             |              |
| Dinastia di Po Saktiraidaputih, vassallo Cham che governa sotto i Signori Nguyễn | Po Chong Chan                             |                           | 1799-1822             |              |

## Regno di Funan (1-627)
| Titolo                                                              | nome regale | Inizio-fine del regno             | Età di morte |
| ------------------------------------------------------------------- | ----------- | --------------------------------- | ------------ |
| Kambu                                                               |             | governo di Brahmin, I secolo d.C. |              |
| Soma (fem.)                                                         |             | tardo I secolo                    |              |
| Kaundinya I (Hun-t'ien)                                             |             | tardo I secolo                    |              |
| ?                                                                   |             |                                   |              |
| ?                                                                   |             |                                   |              |
| Hun P'an-h'uang                                                     |             | seconda metà del II secolo        |              |
| P'an-P'an                                                           |             | primo periodo del III secolo      |              |
| Fan Shih-Man                                                        |             | ca. 205-225                       |              |
| Fan Chin-Sheng                                                      |             | c. 225                            |              |
| Fan Chan                                                            |             | c. 225-c. 240                     |              |
| Fan Hsun                                                            |             | c. 240-287                        |              |
| Fan Ch'ang                                                          |             | c. 245                            |              |
| Fan Hsiung                                                          |             | 270?-285                          |              |
| ?                                                                   |             |                                   |              |
| ?                                                                   |             |                                   |              |
| Chandan (Chu Chan-t'an)                                             |             | 337                               |              |
| ?                                                                   |             |                                   |              |
| ?                                                                   |             |                                   |              |
| Kaundinya II (Chiao Chen-ju)                                        |             | ?-434                             |              |
| Sresthavarman? o Sri Indravarman (Che-li-pa-mo o Shih-li-t'o-pa-mo) |             | 434-435                           |              |
| ?                                                                   |             |                                   |              |
| ?                                                                   |             |                                   |              |
| Kaundinya Jayavarman (She-yeh-pa-mo)                                |             | 484-514                           |              |
| Rudravarman                                                         |             | 514–539 m. 550                    |              |
| Sarvabhauma? (Liu-t'o-pa-mo)                                        |             | ?                                 |              |
| ?                                                                   |             | c. 550-627                        |              |